# Wykrywacz min OGF
Wykrywacz min OGF – urządzenie saperskie przeznaczone do wykrywania min, pocisków i bomb o kadłubach metalowych oraz min o kadłubach z tworzyw sztucznych i drewnianych z zapalnikami metalowymi, ustawionych w gruncie, śniegu i w wodzie.

## Charakterystyka wykrywaczy

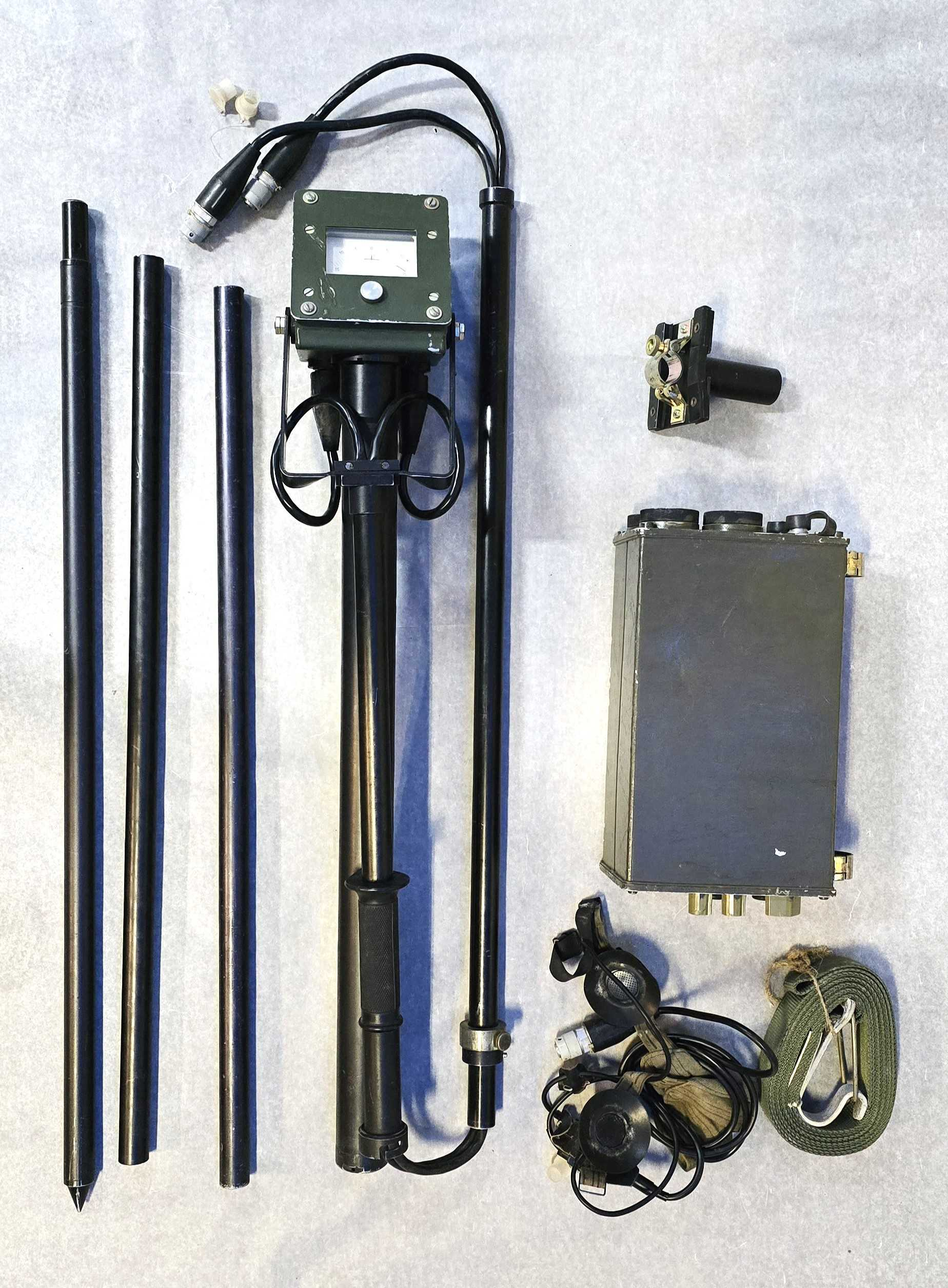
Wykrywacz min OGF - części składowe

Wykrywacze typu OGF służą do wykrywania i lokalizacji przedmiotów wykonanych z materiałów ferromagnetycznych, czyli ze stali, żelaza, żeliwa, niklu itp. Sa to zazwyczaj kadłuby bomb, pocisków, min, wraków środków pływających, elementy inżynieryjnego uzbrojenia terenu. Są przyrządami przenośnymi, wykonanymi w dwóch wersjach: OGF-L do wykrywania na lądzie i  OGF-W do wykrywania w wodzie.

Wykrywacz OGF-L  składa się z następujących podzespołów: 
- bloku elektronicznego L,
- sondy L,
- rury nośnej,
- wskaźnika,
- przewodów łączeniowych z wtyczką i gniazdem
- pasa nośnego

| Nazwa parametru                       | Wartość | Wartość |
| Nazwa parametru                       | OGF-L   | OGF-W   |
| ------------------------------------- | ------- | ------- |
| Głębokość wykrywania                  | do 5 m  | do 30 m |
| Zakres napięcia zasilania             | 4.5–6 V | 4.5–6 V |
| Pobierany prąd                        | 90 mA   | 90 mA   |
| Czas pracy w temperaturze ok. 20° C   | 20 h    | 20 h    |
| Czas pracy w temperaturze około - 20° | 5 h     | 5 h     |
| Czas pracy bez wyzerowania            | 30 min. | 30 min. |
| Masa w położeniu roboczym             | 9 kg    | 12.1 kg |
| Masa w położeniu transportowym        | 30 kg   | 39 kg   |
| Ciężarek balastowy                    |         | 2,4 kg  |